# Мирне (Оріхівська міська громада)
Ми́рне (до 1961 року — х. Ясени) —  село в Україні, у Оріхівській міській громаді Пологівського району Запорізької області. Населення становить 872 осіб.

## Географія
Село Мирне розташоване за 3 км від села Долинка (Василівський район) та за 4 км від села Степове (Василівський район), за 25 км на південний захід від міста Оріхів.

## Історія
Засноване Мирне в 1928 році переселенцями з навколишніх сіл, як один з відділків радгоспу «Оріхівський». 
До 2016 орган місцевого самоврядування — Мирненська сільська рада. 
12 червня 2020 року, відповідно до Розпорядження Кабінету Міністрів України від № 713-р «Про визначення адміністративних центрів та затвердження територій територіальних громад Запорізької області», увійшло до складу Оріхівської міської громади.
19 липня 2020 року, в результаті адміністративно-територіальної реформи та ліквідації Оріхівського району, село увійшло до складу Пологівського району.

## Економіка
- «Татіс», ТОВ.

## Об'єкти соціальної сфери
- Школа.
- Дитячий садочок.
- Будинок культури.
- Дільнична лікарня та лікарська амбулаторія.